# Csereszabatos alkatrész
Csereszabatos alkatrész olyan gépalkatrész, mely egy másikkal helyettesíthető minden külön javítás vagy további megmunkálás nélkül. Csereszabatos alkatrészek a modern gépipari tömegtermelésben előállított gyártmányok, alkatrészek, gépelemek nagy része. Az ilyen alkatrészek vagy alakjukban és névleges méreteikben azonosak és méret- és alakeltéréseik a megengedett tűréseken belül vannak, vagy különböző darabok, részegységek, melyeknek csak a csatlakozó méreteik egyeznek meg. Az első esetre példa egy gépkocsi meghibásodott alkatrésze, mely egyszerűen kicserélhető egy ugyanolyan típusú gépkocsi másik azonos alkatrészére. A második esetre pedig egy lámpa foglalata, melybe akárhol a világon gyártott izzó becsavarható. A csereszabatosságot nagy mértékben elősegíti gyári, országos vagy világszabványok alkalmazása. A csereszabatos alkatrészek alkalmazása megkönnyíti és meggyorsítja a gépek javítását, alkatrészcseréjét, új gépek tervezését, gyártását, minimalizálja az ezekhez szükséges szakképzettséget és felszerelést.

## Története
A 18. század előtt az olyan eszközök, mint egy puska kézműves technikával készültek, minden gyártmány egyedi volt, az alkatrészeket nagy gyakorlattal rendelkező mesterek egyedileg munkálták meg és még az azonos terv szerint készült eszközök alkatrészei sem válthatták fel egymást. Ha valamelyik alkatrészt cserélni kellett, akkor vagy az egész fegyvert vissza kellett küldeni a puskaműves műhelyébe, vagy le kellett selejtezni és újjal helyettesíteni. A 18. és 19. század folyamán egyre többen ismerték fel, hogy a cserélhető alkatrészek használata milyen előnyökkel járna és az ehhez az elvhez alkalmas gyártás fokozatosan teret nyert. A fejlődés több évtizedet vett igénybe és sok kiváló ember járult hozzá.

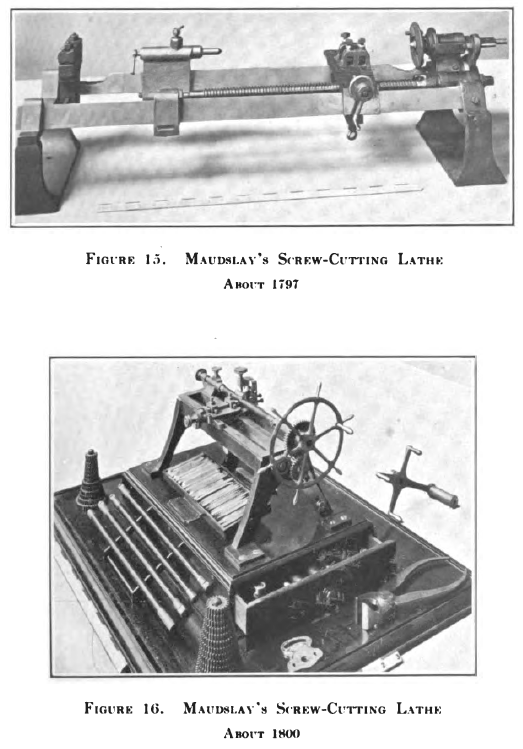
Maudslay menetvágó esztergapadjai 1797-1800

1780. körül Honoré Blanc francia fegyverműves kezdett először készíteni kézifegyvereket cserélhető alkatrészekkel. Blanc egy tudósokból álló bizottság előtt bemutatta, hogy egy halom alkatrészből véletlenszerűen kiválasztott darabokból össze lehet szerelni az általa gyártott muskétákat. A csereszabatosság gyakorlati megvalósításának alapja ugyanaz volt, ami ma is: az alkatrészek méreteit egy előre lerögzített tűrésrendszer szerint kellett gyártani. Az ipar - hasonlóan más újításokhoz - ezt is idegenkedve fogadta: a kézműves mesterek privilegizált helyzetüket féltették tőle. Az alapelveket néhány feltaláló, Henry Maudslay, John Hall, és Simeon North vette át és fejlesztette tovább.
Az Egyesült Államokban Eli Whitney felismerte, hogy a csereszabatos alkatrészekkel való gyártás milyen előnyöket biztosít az amerikai hadsereg kézifegyvereinél, és így 1798 júliusában 10 pisztolyt gyártott le pontos, cserélhető alkatrészekkel és szétszerelte a Kongresszus előtt. Az összekevert alkatrészeket nagy halomba rakta, majd a Kongresszus tagjai előtt újra összeszerelte őket, ugyanúgy, ahogy Blanc tette azt néhány évvel korábban Franciaországban.

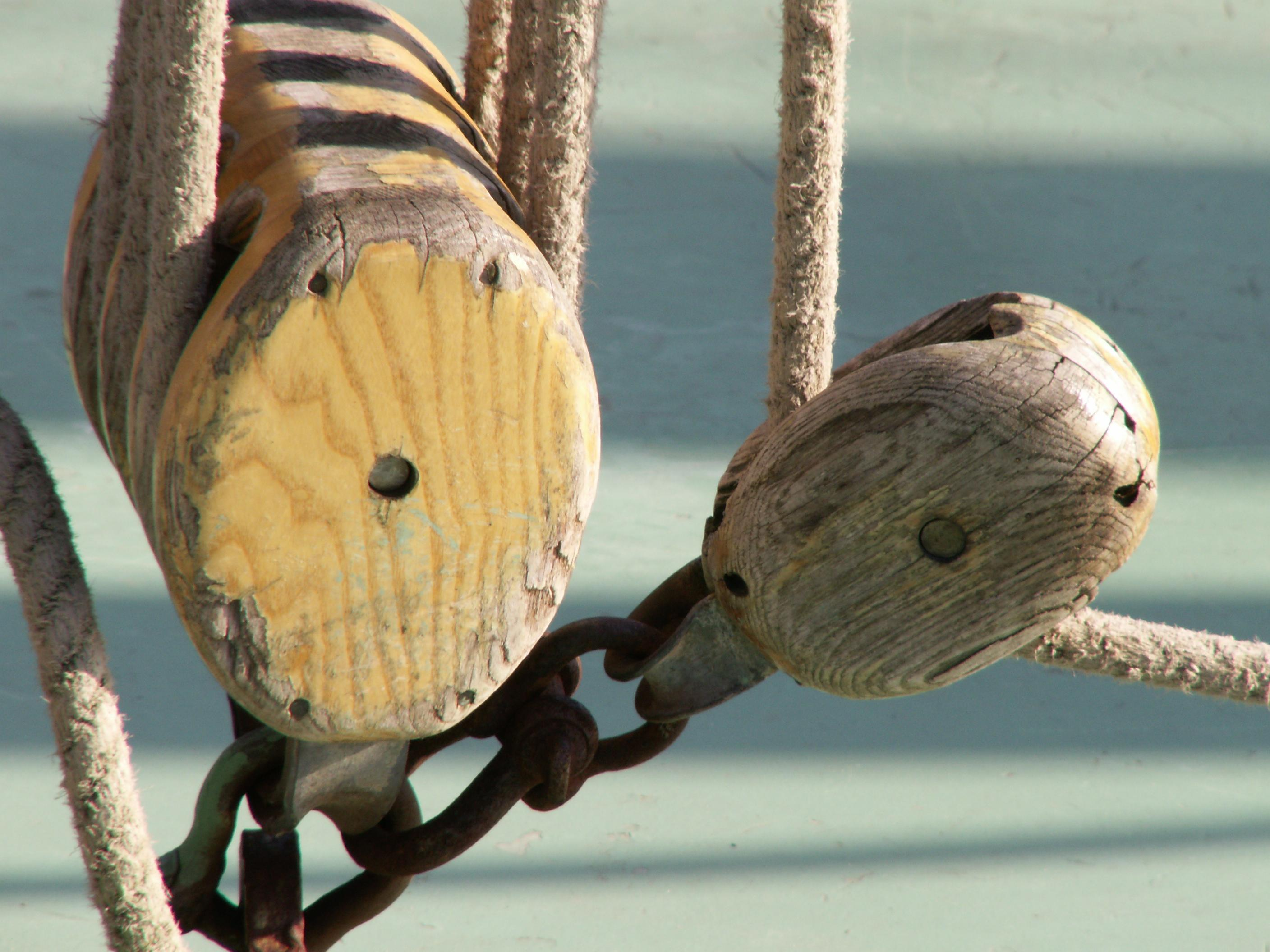
Kötélcsigák

A Kongresszust teljesen meggyőzték a látottak és azonnal megrendelt egy az összes amerikai hadfelszerelésre érvényes szabvány kidolgozását. Csereszabatos alkatrészekkel a korábbi nehézségek egy pillanat alatt eltűntek: ha egy fegyver egyes részei tönkrementek, meg lehetett rendelni a cserealkatrészeket és a sérült fegyvert nem kellett leselejtezni.
A dolog csak ott sántított, hogy a Kongresszusnak bemutatott fegyvereket drága és lassú kézi munkával rendkívül gyakorlott mesteremberek tudták csak elkészíteni. Whitney soha nem volt képes olyan technológiát kiépíteni, mely alkalmas lett volna a kézifegyverek gazdaságos tömeggyártására. Csak halála után valósította meg a családi tulajdonú fegyvergyár az ehhez szükséges  gyártástechnológiát.
Csereszabatos alkatrészeket használó tömegtermelést először 1803-ban Marc Isambard Brunel indított el Henry Maudslay és Simon Goodrich közreműködésével Angliában a Samuel Bentham tábornok parancsnoksága alatt a haditengerészetnek a portsmouthi dokkokban működő gyárában. Itt a brit haditengerészet számára kötélcsigákat gyártottak vitorláshajókhoz, a termelés 1808-tól elérte az évi 130 000 darabot.
Amerikában az első csereszabatos alkatrészeket használó tömeggyártás Eli Terry óragyárában valósult meg, ahol 1814-től asztali órákat készítettek. Bár ezek is főleg fa alkatrészekből álltak, a szerkezet maga jóval összetettebb és pontosabb volt, mint az ugyancsak fából készült csigák. A fém alkatrészek pontos gyártása ennél sokkal nehezebb dolog volt.

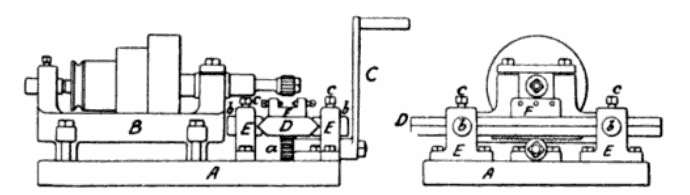
Valószínűleg az első marógép rajza a middletowni fegyvergyárból

A döntő lépést Simeon North tette meg, aki csak néhány kilométerre lakott Eli Terrytől. North a világ egyik első marógépét szerkesztette meg, és ezzel sikerült gépesíteni egy olyan műveletet, melyet korábban csak kézi munkával, reszeléssel lehetett elvégezni. North a marógépet valószínűleg 1816 körül állította termelésbe. A kutatók mind egyetértenek abban, hogy 1832. előtt Simeon North és John H. Hall is képes volt bonyolult gépeket (kézifegyvereket) tömegesen előállítani marógépek segítségével. A marógépek előnagyolást végeztek, a végleges mérethez reszeléssel igazították a darabokat.
A történészek véleménye különbözik abban, hogy a döntő fejlesztést ki valósította meg, Hall vagy North.

## A csereszabatosság eszközei
A csereszabatosság gyakorlati gazdaságos megvalósításához szükséges volt az emberi ügyesség szükségességének a lehető legalaposabb kiküszöbölésére a termelésben. A mai értelemben vett csereszabatossághoz hozzájárult:
- Szerszámgépek alkalmazása kézi megmunkálás helyett. A hagyományos kézműiparban és a manufaktúrákban a gyártás minősége a munkások képességein és gyakorlottságán múlott. Szerszámgépek (esztergák, marógépek, gyalugépek, fúrógépek, köszörűgépek) alkalmazásával a pontosságot a szerszámgépbe beépített pontosság határozza meg.
- Egyszerű, de pontos mérőeszközök alkalmazása, melyekkel a gyártott darabok mérete könnyen ellenőrizhető. Ilyen eszközök a különböző sablonok és idomszerek. Az idomszer segítségével egy méret (például egy henger átmérője) pontossága mérés nélkül megállapítható azzal, hogy a megengedett legnagyobb értéknél kisebb, illetve a megengedett legkisebbnél nagyobb-e.
- Egységes tűrés- és illesztésrendszer lefektetése. Ma világszabványok biztosítják az egységes méretrendszert. (ISO), emellett az egyes országok saját szabványaikat is ehhez igazítják.
- Tipizálás, szabványosítás. A csavarok méretei egységesek, ha 10 mm névleges átmérőjű metrikus szabvány szerint készült csavarhoz anyát kell vásárolni, nincs szükség méretellenőrzésre, a két alkatrész biztosan összeszerelhető. A villanymotorok, a gördülőcsapágak, a gépkocsi gumiabroncsainak csatlakozó méretei szintén szabványosak.
- Építőkocka-elv terjedése. Tipizált, csereszabatos rendszerekből változatos végtermékek állíthatók össze. Ilyen rendszerek például az ipari hidraulikus rendszerek elemei, csővezetékek, de ide tartozik a közismert Lego építőjáték is.

A csereszabatos alkatrészek gyártásának megvalósítása fontos technológiai újításokat feltételezett, elterjedése azonban visszahatott magára a technológiára is: a 19. század folyamán egyre inkább elterjedt alkalmazása és a szalagszerű sorozat- és tömeggyártáshoz vezetett. A 20. század elején bevezették a szerelőszalagokat majd a század vége felé alkalmazni kezdték a különböző szerelőrobotokat. A fejlődés motorja a gazdasági tényezők voltak: a nagyipari gyártmányok olcsóbbak a kézműipari termékeknél, a gazdaságos sorozatnagyságot pedig a világpiac bővülése alakította ki.

## Lásd még
- Gépipari tűrések
- Gépipari illesztések
- Szabványos számok